# Coupe continentale de combiné nordique 2014
Navigation
2012-2013 2014-2015
| \| Høydalsmo Klingenthal Eisenerz Falun Kuusamo \| Les sites des compétitions (manque Soldier Hollow) |
| Høydalsmo Klingenthal Eisenerz Falun Kuusamo                                                          |

La coupe du monde de combiné nordique 2013-2014 est la 6e édition de la coupe continentale de combiné nordique, compétition de combiné nordique organisée annuellement.
Elle a commencé le 17 décembre 2013 et s'est achevée le 16 mars 2014, après 16 épreuves.
Cette coupe du monde a débuté dans l'Utah, un État des États-Unis d'Amérique, dans la station de Soldier Hollow et a fait étape au cours de la saison 
en Norvège (Høydalsmo),
en Allemagne (Klingenthal),
en Autriche (Eisenerz),
en Suède (Falun),
pour s'achever en Finlande, à Kuusamo.
Cette compétition a été remportée par l'autrichien Tomaz Druml, dont c'était la deuxième victoire en Coupe continentale après celle de 2010.

## Classement général

### Classement
| Rang | Nom                        | Points |
| ---- | -------------------------- | ------ |
| 1    | Tomaz Druml                | 728    |
| 2    | Wolfgang Bösl              | 699    |
| 3    | Lukas Greiderer            | 565    |
| 4    | Marco Pichlmayer           | 500    |
| 5    | Sepp Schneider             | 362    |
| 6    | Harald Lemmerer            | 361    |
| 7    | Matthias Hochegger         | 351    |
| 8    | Alexander Brandner         | 330    |
| 9    | Truls Sønstehagen Johansen | 330    |
| 10   | Nicolas Martin             | 322    |
| 11   | David Pommer               | 285    |
| 12   | Bill Demong                | 280    |

### Points attribués à chaque compétition
| Place  | 1er | 2e | 3e | 4e | 5e | 6e | 7e | 8e | 9e | 10e | 11e | 12e | 13e | 14e | 15e | 16e | 17e | 18e | 19e | 20e | 21e | 22e | 23e | 24e | 25e | 26e | 27e | 28e | 29e | 30e |
| ------ | --- | -- | -- | -- | -- | -- | -- | -- | -- | --- | --- | --- | --- | --- | --- | --- | --- | --- | --- | --- | --- | --- | --- | --- | --- | --- | --- | --- | --- | --- |
| Points | 100 | 80 | 60 | 50 | 45 | 40 | 36 | 32 | 29 | 26  | 24  | 22  | 20  | 18  | 16  | 15  | 14  | 13  | 12  | 11  | 10  | 9   | 8   | 7   | 6   | 5   | 4   | 3   | 2   | 1   |

## Calendrier
| 1 - 3. Soldier Hollow (17 - 19 décembre 2013) |                    |                                              |                                         |                                                |                                 |
| Date                                          | Épreuve            | Vainqueur                                    | Deuxième                                | Troisième                                      | Leader de la coupe continentale |
| 17/12/2013                                    | HS100 / 10 km      | Bill Demong                                  | Lukas Runggaldier                       | Tomaz Druml                                    | Bill Demong                     |
| 18/12/2013                                    | HS100 / 10 km      | Tomaz Druml                                  | Bill Demong                             | Lukas Runggaldier                              | Bill Demong                     |
| 19/12/2013                                    | HS100 / 10 km      | Bill Demong                                  | Tomaz Druml                             | Hugo Buffard                                   | Bill Demong                     |
| 4 - 5. Høydalsmo (11 - 12 janvier 2014)       |                    |                                              |                                         |                                                |                                 |
| 11/01/2014                                    | HS94 / 10 km       | Sepp Schneider                               | Marco Pichlmayer                        | Wolfgang Bösl                                  | Bill Demong                     |
| 12/01/2014                                    | HS94 / 10 km       | Armin Bauer                                  | Marco Pichlmayer                        | Lukas Greiderer                                | Bill Demong                     |
| 6 - 8. Klingenthal (7 - 9 février 2014)       |                    |                                              |                                         |                                                |                                 |
| 7/02/2014                                     | HS140 / 10 km      | Wolfgang Bösl                                | Marco Pichlmayer                        | Ole Martin Storlien                            | Bill Demong Tomaz Druml         |
| 8/02/2014                                     | HS140 / 2 x 7,5 km | Autriche- Harald Lemmerer - Marco Pichlmayer | Allemagne I- Tobias Haug - Manuel Faißt | Allemagne II- Philipp Blaurock - Wolfgang Bösl | Bill Demong Tomaz Druml         |
| 9/02/2014                                     | HS140 / 10 km      | Sepp Schneider                               | Marco Pichlmayer                        | Truls Sønstehagen Johansen                     | Marco Pichlmayer                |
| 9 - 11. Eisenerz (21 - 23 février 2014)       |                    |                                              |                                         |                                                |                                 |
| 21/02/2014                                    | HS100 / 10 km      | Truls Sønstehagen Johansen                   | Marco Pichlmayer                        | Sepp Schneider                                 | Marco Pichlmayer                |
| 22/02/2014                                    | HS100 / 10 km      | Marco Pichlmayer                             | Truls Sønstehagen Johansen              | Sepp Schneider                                 | Marco Pichlmayer                |
| 23/02/2014                                    | HS100 / 10 km      | Wolfgang Bösl                                | Truls Sønstehagen Johansen              | Tobias Kammerlander                            | Marco Pichlmayer                |
| 12 - 13. Falun (8 - 9 mars 2014)              |                    |                                              |                                         |                                                |                                 |
| 08/03/2014                                    | HS134 / 10 km      | Épreuve annulée                              | Épreuve annulée                         | Épreuve annulée                                | Épreuve annulée                 |
| 09/03/2014                                    | HS134 / 10 km      | Tomaz Druml                                  | Wolfgang Bösl                           | Nicolas Martin                                 | Tomaz Druml                     |
| 14 - 16. Kuusamo (14 - 16 mars 2014)          |                    |                                              |                                         |                                                |                                 |
| 14/03/2014                                    | HS142 / 2 x 7,5 km | Tomaz Druml                                  | Lukas Greiderer                         | Wolfgang Bösl                                  | Tomaz Druml                     |
| 15/03/2014                                    | HS142 / 10 km      | Alexander Brandner                           | Wolfgang Bösl                           | Nicolas Martin                                 | Tomaz Druml                     |
| 16/03/2014                                    | HS142 / 10 km      | Wolfgang Bösl                                | Tomaz Druml                             | Philipp Blaurock                               | Tomaz Druml                     |